# Macarena Aguilar
Macarena Aguilar, née le 12 mars 1985 à Bolaños de Calatrava, est une handballeuse espagnole évoluant au poste de demi-centre.
Elle évolue également en équipe d'Espagne avec laquelle elle a été médaillée de bronze du championnat du monde 2011, vice-championne d'Europe 2008 et 2014, et médaillée de bronze aux Jeux olympiques d'été de 2012 à Londres.

## Biographie
En 2014, elle quitte Randers HK pour s'engager avec le club hongrois de Győri, double vainqueur en titre de la Ligue des champions.
Elle remporte la coupe de Hongrie 2015 avec Győr, qu'elle quitte en fin de saison pour rejoindre Rostov-Don. Dès septembre 2015, elle revient néanmoins en Hongrie, au Siófok KC.

## Palmarès

### Club
compétitions internationales
- finaliste de la Ligue des champions en 2011 (avec SD Itxako)

compétitions nationales
- championne d'Espagne (4) en 2005 (avec BM Sagunto), 2010, 2011 et 2012 (avec SD Itxako)
- championne d'Allemagne en 2018 (avec Thüringer HC)
- vainqueur de la coupe de la Reine (4) en 2008 (avec BM Sagunto), 2010, 2011 et 2012 (avec SD Itxako)
- vainqueur de la coupe de Hongrie en 2015 (avec Győri ETO KC)

### Équipe nationale
Jeux olympiques
- médaillée de bronze aux Jeux olympiques d'été de 2012 à Londres

championnat du monde
- troisième du Championnat du monde de handball féminin 2011

championnat d'Europe
- finaliste du championnat d'Europe 2008
- finaliste du championnat d'Europe 2014

autres
- vainqueur des Jeux méditerranéens de 2005